# Heinz Müller-Torgow
Heinz Müller-Torgow (* 3. August 1908 in Stettin; † 16. Dezember 1998 in Bad Nauheim) war ein deutscher Jurist. Während der Nachfolgeprozesse der Nürnberger Prozesse war er u. a. Verteidiger von Hellmuth Felmy und Hermann Hoth.

## Leben
Heinz Müller-Torgow studierte Rechtswissenschaft an der Universität Jena und Berlin. Seit Beginn seines Studiums 1927 war er Mitglied der Jenaischen Burschenschaft Germania. 1927 war er Intendant-Assessor in seiner Geburtsstadt Stettin. In der Wehrmacht war er u. a. von Januar bis Juli 1940 als Intendant-Assessor Divisionsintendant (IV a) der 96. Infanterie-Division. Von 1933 bis Kriegsende war er Mitglied der SA und wurde zu Kriegsende mit der Kategorie 4 „Mitläufer“ entnazifiziert.
Im Geiselmord-Prozess (Fall 7 der Nachfolgeprozesse; USA gegen Wilhelm List et al.), einem Nachfolgeprozess der Nürnberger Prozesse, welcher von Mai 1947 bis Februar 1948 dauerte, war er Verteidiger des ehemaligen Befehlshabers Südliches Griechenland, General der Flieger Hellmuth Felmy. In drei von vier Anklagepunkten wurde dieser für schuldig erklärt und zu 15 Jahren Haft verurteilt, welche 1951 frühzeitig ausgesetzt wurde.
Zeitgleich zum Geiselmord-Prozess war er im Prozess Wirtschafts-Verwaltungshauptamt der SS (Fall 4 der Nachfolgeprozesse; USA gegen Oswald Pohl et al.) als unterstützender Verteidiger von Georg Lörner aktiv. Lörner wurde als ehemaliger SS-Gruppenführer und Generalleutnant der Waffen-SS im November 1947 zum Tode verurteilt. Das Urteil wurde im August 1948 in eine lebenslange Haftstrafe umgewandelt und 1951 auf 15 Jahre Haft reduziert.
Im darauffolgenden Prozess Oberkommando der Wehrmacht (Fall 12 der Nachfolgeprozesse; USA gegen Wilhelm Leeb et al.) war er Verteidiger für den ehemaligen Befehlshaber in den Niederlanden, Generaloberst Johannes Blaskowitz. Dieser nahm sich vor Verhandlungsbeginn am 5. Februar 1948 das Leben. Müller-Torgow verteidigte dann den ehemaligen Oberbefehlshaber der 4. Panzerarmee, Generaloberst Hermann Hoth. Hoth wurde wegen Kriegsverbrechen und Verbrechen gegen die Menschlichkeit schuldig gesprochen und zu 15 Jahre Haft verurteilt. Auch Hoth wurde 1954 vor eigentlichem Strafende aus der Haft entlassen.
1949 wohnte er als Regierungsdirektor in Frankfurt am Main. Später lebte er in Bad Nauheim.

## Schriften (Auswahl)
- Hauptentschädigung. In: LG III, 1963, S. 653 ff.
- Die Berufsgerichtsbarkeit. In: Hessisches Ärzteblatt, 1981, S. 1113 ff.